# Cylindromyia persica
Cylindromyia persica är en tvåvingeart som beskrevs av Tschorsnig 2000. Cylindromyia persica ingår i släktet Cylindromyia och familjen parasitflugor.
Artens utbredningsområde är Iran. Inga underarter finns listade i Catalogue of Life.